# El otro lado
El otro lado és una sèrie espanyola de televisió per internet de comèdia de terror creada per Berto Romero per a Movistar Plus+. Romero protagonitza la sèrie al costat d’Andreu Buenafuente, Eva Ugarte, María Botto, Nacho Vigalondo, Albert García, María Pascual i Hugo Morenilla. Es van estrenar els dos primers episodis el 23 de novembre de 2023, concloent el 7 de desembre d'aquest any.

## Trama
Nacho Nieto (Berto Romero), periodista especialitzat en el paranormal, passa pel seu pitjor moment professional i personal. Després d'un intent fallit de suïcidi, torna a la vida acompanyat pel fantasma del seu mentor, el doctor Estrada (Andreu Buenafuente), mític comunicador del misteri, mort fa més de 20 anys. En aquest moment es creua en la seva vida un virulent cas poltergeist en un pis de l'extraradi de Barcelona, al carrer Cardenal Cardona, potser el cas paranormal més important dels últims anys.

## Repartiment
- Berto Romero com Nacho Nieto
- Andreu Buenafuente com el doctor Estrada
- Eva Ugarte com Juana
- María Botto com Eva
- Nacho Vigalondo com Gorka Romero
- Albert García com Dani
- María Pascual com Martina
- Hugo Morenilla com Rubén
- Iván Montes

## Capítols
| Núm. | Títol        | Direcció                              | Guió                                      | Data d'emissió original |
| ---- | ------------ | ------------------------------------- | ----------------------------------------- | ----------------------- |
| 1    | «Episodio 1» | Javier Ruiz Caldera i Alberto de Toro | Berto Romero, Rafel Barceló i Enric Pardo | 23 de novembre de 2023  |
| 2    | «Episodio 2» | Javier Ruiz Caldera i Alberto de Toro | Berto Romero, Rafel Barceló i Enric Pardo | 26 de novembre de 2023  |
| 3    | «Episodio 3» | Javier Ruiz Caldera i Alberto de Toro | Berto Romero, Rafel Barceló i Enric Pardo | 30 de novembre de 2023  |
| 4    | «Episodio 4» | Javier Ruiz Caldera i Alberto de Toro | Berto Romero, Rafel Barceló i Enric Pardo | 30 de novembre de 2023  |
| 5    | «Episodio 5» | Javier Ruiz Caldera i Alberto de Toro | Berto Romero, Rafel Barceló i Enric Pardo | 7 de desembre de 2023   |
| 6    | «Episodio 6» | Javier Ruiz Caldera i Alberto de Toro | Berto Romero, Rafel Barceló i Enric Pardo | 7 de desembre de 2023   |

## Producció
El 14 de novembre de 2022, després de diversos mesos de desenvolupament, es va anunciar que Movistar Plus+ estava preparant una nova sèrie creada i protagonitzada per Berto Romero, després de l'èxit de Mira lo que has hecho. Quatre dies després, Movistar va presentar el projecte sota el títol de El otro lado i es va confirmar que, a diferència dels projectes anteriors de Romero, seria una sèrie de terror, encara que també coquetejaria amb la comèdia. Foren confirmats com a part del repartiment, a més de Romero, Andreu Buenafuente, Eva Ugarte, María Botto, Nacho Vigalondo, Albert García, María Pascual i Hugo Morenilla. El rodatge de la sèrie va començar a mitjan octubre de 2022 i va tenir lloc a diferents localitats de la província de Barcelona, com Manresa, Gavà i Bellvitge.

## Llançament i màrqueting
Al juliol de 2023, es va fer públic el tràiler d’El otro lado. La sèrie va rebre una preprojecció a la secció 'Velodrome' del 71è Festival Internacional de Cinema de Sant Sebastià el 24 de setembre de 2023. A l'octubre d'aquest any, es va anunciar que la sèrie s'estrenaria en Movistar Plus+ el 23 de novembre.

## Recepció
Raquel Hernández Luján de HobbyConsolas ha valorat la sèrie amb 80 punts ('molt bé'), valorant que a més del vessant de l'humor, també treballa en la part del terror i la crítica cap a una determinada marca de periodisme apel·lant a la credulitat de l'audiència.
Enric Albero d' El Culturalva escriure que la sèrie "combina amb èxit acudits, ensurts i assassinat".

## Reconeixements
| Any  | Premi           | Categoria                               | Nominat                                  | Resultat | Ref    |
| ---- | --------------- | --------------------------------------- | ---------------------------------------- | -------- | ------ |
| 2024 | XI Premis Feroz | Millor sèrie de comèdia                 | Millor sèrie de comèdia                  | Pendent  | [ 11 ] |
| 2024 | XI Premis Feroz | Millor actor de repartiment d'una sèrie | Andreu Buenafuente                       | Pendent  | [ 11 ] |
| 2024 | XI Premis Feroz | Millor guió d'una sèrie                 | Berto Romero, Rafel Barceló, Enric Pardo | Pendent  | [ 11 ] |